# Titanij
Titanij je kemijski element atomskog (rednog) broja 22 i atomske mase 47,867(1). U periodnom sustavu elemenata predstavlja ga simbol Ti.
Jednakovrijedan je naziv titan. Titanij ima relativnu gustoću 4506 kg/m3 (laki metal), tvrd je poput čelika, postojan na zraku i u morskoj vodi, topljiv u fluoridnoj i vrućoj kloridnoj kiselini, inače otporan prema kemikalijama. Titanij je 1791. otkrio velečasni William Gregor u Creedu, Cornwall, Engleska i neovisno o njemu 1795. Martin Heinrich Klaproth u Berlinu, Njemačka.
Titanij je lagan i snažan metal, otporan na koroziju. U elementarnom stanju je crn ili siv metalni prah ili masivan metal sličan čeliku, obično zbog onečišćenja krhak, u čistom stanju rastezljiv. Pojavljuje se u mnogim mineralima, od koji su dva najznačajnija izvora rutil i ilmenit, koji su široko rasprostranjeni u Zemljinoj kori. Jedna od najznačajnijih titanijevih karakteristika je da ima čvrstoću kao čelik, no u isto vrijeme je dvostruko lakši od njega. Po svojstvima je najsličniji cirkoniju. Ime je dobio po titanima iz grčke mitologije.
Titanij služi za proizvodnju titanijevog karbida TiC, kao sastojak tvrdih metala za proizvodnju predmeta koji treba da uz malu specifičnu težinu i veliku otpornost prema koroziji, imaju veliku mehaničku čvrstoću (npr. u raketama, mlaznim motorima, dijelovima zrakoplova i tekstilnih strojeva). Najveće količine titanija proizvode se u obliku ferotitanija, legure željeza s 15 - 40% titanija, koji se dobiva redukcijom minerala rutila (TiO2) u prisutnosti željeza, a služi za dezoksidaciju i uklanjanje dušika iz metala pri proizvodnji osobito čvrstih, tzv. titanijskih čelika. Od spojeva titanija najvažniji je titanijev dioksid TiO2 (kao mineral: rutil i anatas), u čistom stanju bijeli (na visokoj temperaturi žućkast) prah, netopljiv vodi, kiselinama i lužinama; upotrebljava se kao najkvalitetniji bijeli pigment (titanijsko bjelilo TiO2) u bojama, lakovima i emajlima, a i u keramici, kozmetici (kreme za sunčanje) i kao dodatak kaučuku i plastičnim masama.

## Svojstva titanija

### Fizikalna svojstva
Titanij je tvrd, sjajan, srebrnkast metal, koji je otporan na koroziju, zbog sloja oksida na svojoj površini. Kad je u prahu, gori kad se zapali. Na njega ne djeluju mnoge kiseline (osim HF, H3PO4 i koncentrirana H2SO4) i lužine. Bijeli titanijev dioksid se koristi u bojama zbog svoje pokrivačke moći. Sam titanij se koristi i u kemijskim postrojenjima, lakim legurama, zglobovima za umjetne kukove itd.
Titanij i njegove legure svoju komercijalnu primjenu mogu zahvaliti nizu odličnih svojstava: visokoj čvrstoći, dobroj žilavosti, niskoj gustoći (maloj masi), te odličnoj korozijskoj postojanosti pri niskim i povišenim temperaturama. Zahvaljujući ovim svojstvima titanijevi se materijali uglavnom koriste u zrakoplovnoj industriji i proizvodnji različitih projektila, gdje predstavljaju tehnički superiorniji i isplativiji konstrukcijski materijal od čelika i niklovih legura. Visoka čvrstoća pri niskoj gustoći, omogućila je uporabu titanijevih materijala u izradi mehanički i toplinski opterećenih zrakoplovnih dijelova, koji istovremeno moraju biti i što manje mase. Jedna od prvih primjena zabilježena je u svemirskim brodovima Apollo i Mercury, nakon čega se nastavlja za potrebe vojnog zrakoplovstva i u programima američke svemirske agencije NASA. Danas se ove legure uspješno koriste i u civilnom zrakoplovstvu, gdje zahvaljujući svojim povoljnim svojstvima uspješno doprinose reduciranju mase zrakoplovne konstrukcije i time omogućuju poboljšanje letnih svojstava. Titanijevi materijali susreću se u većini suvremenih letjelica, gdje čine 20 do 30 % mase mlaznog motora, osobito kada je riječ o kompresoru.

#### Titanij kao konstrukcijski materijal
Titanij je polimorfan metal koji se podvrgava alotropskoj transformaciji na temperaturi 885 °C, mijenjajući kristalnu strukturu iz heksagonske gusto slagane kristalne rešetke, koja se naziva α faza u kubičnu prostorno centriranu kristalnu rešetku, poznatiju kao β faza, koja ostaje nepromijenjena sve do tališta 1668 °C. To je relativno lagan metal s gustoćom od 4506 kg/m3. U usporedbi s drugim konstrukcijskim legurama njegova gustoća približno iznosi 60 % gustoće čelika, dok je s obzirom na aluminij, titanij i veće gustoće. Youngov modul elastičnosti titanijevih materijala iznosi 110 000 N/mm2, što u većini slučajeva osigurava dovoljnu krutost zrakoplovnih dijelova. Elementi načinjeni od titanija krući su od istovrsnih aluminijskih elemenata, ali su manje kruti u usporedbi s čelikom. Titanijeve legure posjeduju vrlo dobru mehaničku otpornost određenu visokim vrijednostima granice razvlačenja i vlačne čvrstoće. Čvrstoća pada na temperaturama iznad 450 °C (puzanje), pa titanij nije toplinski čvrst metal.
Titanij i njegove legure odlikuje vrlo povoljna specifična čvrstoća i to u širokom rasponu temperatura od -200 do +550 °C, što im daje značajnu prednost pred mnogim drugim konstrukcijskim materijalima. Zahvaljujući visokoj temperaturi tališta, ove su legure značajno otporne na pojavu puzanja.
Osim mehaničke otpornosti u uvjetima statičkog opterećenja, ovi materijali izdržavaju i dugotrajna dinamička opterećenja bez opasnosti od pojave umora. S povišenjem temperature dinamička izdržljivost ne opada značajno, sve dok se ne dostignu temperature veće od 315 °C. α legure titanija s heksagonskom kristalnom strukturom zadržavaju žilavost i pri sniženim temperaturama. Titanij i njegove legure nemagnetične su i vrlo dobro provode toplinu. Niski koeficijent toplinske rastezljivosti, niži nego kod čelika i upola manji u usporedbi s aluminijem, jamči visoku dimenzionalnu stabilnost.
Titanijevi su materijali ujedno i odlične korozijske otpornosti. Visoko su postojani u različitim agresivnim medijima, kao što su kloridne otopine, morska voda i kiseline, zahvaljujući vrlo stabilnoj i postojanoj, čvrsto prionjivoj oksidnoj prevlaci koja se stvara na površini metala u oksidirajućoj okolini. Ovaj oksidni sloj nositelj je otpornosti na koroziju. Ako dođe do oštećenja zaštitnog sloja, on se iznova obnavlja. Otpornost titanijevih materijala na kloridne soli, pogotovo natrijev klorid, postupno opada s porastom temperature, pa iznad 260 °C može doći do pojave rupičaste korozije (engl. pitting) ili čak do pucanja pod djelovanjem visokih tlačnih naprezanja. Podložnost napetosnoj koroziji određena je kemijskim sastavom materijala i postupkom naknadne toplinske obrade. Dodatak aluminija općenito smanjuje otpornost prema ovom obliku korozije i legure koje sadrže više od 6 % aluminija osjetljive su na napetosnu koroziju. Dodaci kositra, magnezija i kobalta su također štetni, dok molibden, vanadij i niobij poboljšavaju postojanost prema ovom obliku selektivne korozije. Kod kontaktne (galvanske) korozije koja nastupa u spoju titanija s drugim metalima, titanij obično ubrzano ne korodira osim u reducirajućoj okolini.
U reducirajućim uvjetima, titanij ima elektropotencijal sličan aluminijevom, te ubrzano korodira u spoju s više plemenitim metalima. U većini drugih otopina titanij je katodni član galvanskog para koji usporeno korodira. Titanij i njegove legure izvanredno su otporne na koroziju erozijskog tipa. Osim toga, postojane su i na kavitacijsku koroziju, pri čemu pokazuju visoku otpornost na pojavu kavitacijskih oštećenja. Titanijevi materijali ne smiju se izlagati temperaturama višim od 950 °C radi velikog afiniteta titanija prema kisiku, vodiku, dušiku i ugljiku. Pri toplinskoj obradi ili obradi deformiranjem na zraku, površina metala prekriva se oksidnom prevlakom koju je potrebno mehanički ukloniti obradom odvajanjem čestica. Stoga se sitni dijelovi toplinski obrađuju u vakuumu ili zaštitnoj atmosferi inertnog plina.

### Kemijska svojstva
Elementarni titanij dobiva se vrlo teško, jer je pri visokim temperaturama vrlo reaktivan i lako se spaja s ugljikom, kisikom i dušikom. Danas se titanij uglavnom dobiva redukcijom titanijevog(IV) klorida metalom (npr. magnezijem). Kao sirovina upotrebljava se rutil ili ilmenit koji se zagrijavanju s ugljikom do temperature 900 °C u struji klora, pri čemu se dobije titanijev(IV) klorid (TiCl4) prema reakciji:
2TiO2(s) + 3C(s) + 4Cl2(g) -> 2TiCl4(g) + 2CO(g) + CO2(g)
Plinoviti TiCl4 odvaja se od smjese CO i CO2 hlađenjem i ukapljivanjem, a po potrebi pročišćava se frakcijskom destilacijom. Pročišćeni TiCl4 se pri temperaturi 800 °C ili atmosferi argona reducira rastaljenim magnezijem u elementarni titanij:
TiC4(g) + 2Mg(l) -> Ti(s) + 2MgCl2(l)
Ohlađena smjesa izvadi se iz reaktora, a magnezij i magnezijev(II) klorid odvoje se od titanija otapanjem u razrijeđenim kiselinama ili destilacijom u visokom vakuumu. Redukcija TiCl4 može se izvršiti i pomoću rastaljenog natrija. Male količine vrlo čistog titanija mogu se dobiti i termičkim raspadom para tiranijevog(IV) jodida na vrućoj volframovoj žici.

#### Spojevi titanija
Titanij stvara spojeve u kojima mu je oksidacijski broj +2, +3 i +4. Spojevi dvo- i trovalentnog titanija su paramagnetični i dobra su redukcijska sredstva. Najstabilniji su spojevi u kojima ima oksidacijski broj +4. Važniji spojevi titanija su:
- Titanijevi(II) halogenidi (dihalogenidi; TiCl2, TiBr2 i TiI2) su kristali nepostojani u vodenim otopinama. Mogu se dobiti zagrijavanjem odgovarajućih tetrahalogenida i metalnog praha titanija.
- Titanijev(II) oksid (TiO) nastaje zagrijavanjem titanijevog (IV) oksida (TiO2) s elementarnim titanijem pri temperaturi 1600 °C. Otapa se u hladnoj klorovodičnoj kiselini uz oslobađanje vodika.
- Titanijev(III) klorid (TiCl3) tamnoljubičast je kristal koji se dobiva prevođenjem smjesa para TiCl4 i vodika kroz cijev ugrijanu na 400 °C. S vodom daje heksahidrate zelene i ljubičaste boje, a jačim zagrijavanjem disproporcionira se u TiCl4 i TiCl2.
- Titanijevi(IV) halogenidi (tetrahalogenidi; TiBr4, TiF4 i TiI4) krutine su, dok je karbid TiC4 bistra tekućina oštra mirisa koja se na vlažnom zraku jako dimi i nagriza staklo.
- Titanijev(IV) oksid (TiO2) javlja se u tri kristane modifikacije: tetragonskoj (mineral rutil), romboedarskoj (mineral brukit) i drugoj tetragonskoj (mineral anatas). Rutil ima veliki indeks loma, a optičku disperzivnost veću od dijamanta. Ima i veliku moć pokrivanja te se upotrebljava kao bijela boja (titanijevo bjelilo). TiO2 ima amfoterna svojstva. Taljenjem s metalnim oksidima, hidroksidima i karbonatima daje titanate.
- Titanati su, najčešće, kompleksni oksidi različitih struktura. Perovskitnu strukturu ima npr. barijev metatitanat (BaTiO3) koji ima piezoelektrična svojstva, pa se upotrebljava u tehnici za generiranje ultrazvuka, te kao kondenzatorski dielektrik. Strukturu korunda imaju npr. FeTiO3, CoTiO3 i NiTiO3. Svi titanati, osim alkalijskih, netopljivi su u vodi.

### Rasprostranjenost
Titanij se u prirodi uvijek pojavljuje u kemijskim spojevima. Po rasprostranjenosti je deveti kemijski element u Zemljinoj kori (0,63% masenog udjela) i sedmi metal po rasprostranjenosti. Glavne mineralne sirovine iz kojih se dobiva titanij su rutil, ilmenit, a ponekad se vadi i anatas. Najviše ga ima u magmatskim stijenama ili sedimentnim stijenama nastalim iz njih. Najveća nalazišta su u Australiji, Kanadi, Kini, Indiji, Mozambiku, Novom Zelandu, Norveškoj, Ukrajini i Sijera Leoneu. Svjetska proizvodnja je 99 000 m3 godišnje (metalni titanij) i 3 106 m3 titanijevog dioksida TiO2.

### Izotopi titanija
Titanij sadrži smjesu od pet stabilnih izotopa: titanij-46 (8,0%), : titanij-47 (7,3%), : titanij-48 (73,8%), : titanij-49 (5,5%) i : titanij-5O (5,4%), a poznato je još deset radioaktivnih izotopa, od kojih titanij-44 ima vrijeme poluraspada 63 godine, titanij-45 ima vrijeme poluraspada 184,8 minuta, titanij-51 ima vrijeme poluraspada 5,76 minuta i titanij-52 ima vrijeme poluraspada 1,7 minuta. Ostali radioaktivni izotopi titanija imaju vrijeme poluraspada manje od 33 sekunde, a većinom manje od pola sekunde. Atomske mase se kreću od 39,99 u (titanij-40) do 57,966 u (titanij-58). Lakši radioaktivni izotopi (lakši od titanija-48) se raspadaju elektronskim uhvatom u skandij, a teži beta raspadom u vanadij.

## Upotreba titanija
Čisti je titanij sjajan, bijeli metal koji se javlja u dvije alotropske modifikacije: alfa-titanij guste heksagonske kristalne strukture koji pri temperaturi 880 °C polako prelazi u beta-titanij s prostorno centriranom kubičnom strukturom. Titanij se odlikuje malom gustoćom (upola manjom od čelika), visokim talištem, niskim toplinskim keficijentom rastezanja, te otpornošću prema koroziji i djelovanju morske vode zbog čega se upotrebljava za izradu dijelova brodova i zrakoplova. Na nižim temperaturama dosta je krhak, a zagrijan dade se kovati i to samo ako u njemu nema kisika. Dobar je vodič električne struje. Otporan je prema hladnim kiselinama (osim fluorovodične), prema hladnim i zagrijanim otopinama lužina i zlatotopcima. S kisikom reagira tek zagrijan do crvenog žara, a s klorom pri temperaturi 550 °C. Titanij je jedini element koji može izgarati u dušiku.
Titanij se upotrebljava za proizvodnju legura, naročito za proizvodnju titanijevih čelika koji su jako otporni prema udarcima. Legure titanija dijele se u tri skupine: alfa-legure, alfa + beta-legure i beta-legure. To je povezano s činjenicom da se fazna transformacija titanija odvija pri 880 °C, što nije pogodno temperaturno područje u pogledu primjene titanija. U alfa-legurama stabilna je alfa-faza titanija, a stabiliziraju je primjese kisika, dušika i ugljika. Beta i alfa-beta legure sadrže primjese metala vanadija, molibdena, željeza, kroma, mangana i sl., koji su stabilizatori beta-faze. Ona ima dobra mehanička svojstva što se tiče tvrdoće, obradivosti i mogućnosti zavarivanja, ali toplinski nije stabilna. Procesom umjetnog termičkog starenja bitno se poboljšava stabilnost tih legura, prvenstveno zbog precipitata alfa-faze stvorenih toplinskom obradom pri čemu se stvara alfa-beta faza. Ovakve legure najviše se i koriste.
Glavna je prednost titanija i njegovih legura što su vrlo čvrste, imaju malu gustoću, otporne su na koroziju i kompatibilne su s novim kompozitnim materijalima. Nedostatak je njihova uvijek visoka cijena (10 - 20 puta viša u odnosu na aluminij) i, nešto manje, što nisu pogodne za visokotemperaturne namjene. Zbog svega navedenog najviše se koriste (do 99%) u zrakoplovnoj industriji i proizvodnji različitih projektila. Superiornije su od nekih novih kompozitnih materijala jer ravnomjerno i izotropno raspodjeljuju naprezanja. Osim navedenog, koriste se za izradu lopatica kompresora i dijelove mlaznih motora, za dijelove autoklava za izradu izmjenjivača topline. Zbog otpornosti na djelovanje morske vode sve se više primjenjuju u brodogradnji, prvenstveno za vojne brodove i podmornice.
Titanijev diborid (TiB2) ekstremno je tvrd metalno-keramički kompozit koji se koristi samo kao zaštitna prevlaka titanijevih legura. Nanosi se plazma-sprej tehnikom, tako da se neposredno u procesu nanaošenja miješaju dva praha, jedan na bazi titanija i drugi na bazi bora, tale se i spajaju u plazmenom prostoru mlaznice, a kompozit se stvara naglim hlađenjem na samoj površini na koju se ta smjesa nanosi.

### Titanij u zrakoplovstvu
Od titanijevih legura se izrađuju lopatice kompresora, mlaznice, glavine, kućišta motora i dr., ali i visokoopterećeni dijelovi drugih letjelica primjerice helikoptera. Upotrebljavaju se za dijelove motora i elemente konstrukcija izložene povišenim eksploatacijskim temperaturama do maksimalno 550 °C. Materijali na bazi titanija s vlačnom čvrstoćom do 1200 N/mm2 podesni su za izradu velikog broja raznih dijelova od malih zatezača, koji teže svega nekoliko grama, pa sve do nosača krila koji teže do tonu. Zahvaljujući osnovnim prednostima, maloj masi u kombinaciji s izuzetnom pouzdanošću i korozijskom postojanošću, ovi se materijali danas rabe u izradi primarnih konstrukcijskih elemenata kao što je trup vojnih i putničkih zrakoplova. Uporaba titanovih legura u zrakoplovnoj industriji svakim danom je sve veća. Primjerice kod Boeinga 777 ovi su materijali zastupljeni s oko 10 % mase zrakoplovne konstrukcije. Zrakoplov Blackbird je bio prvi avion u cijelosti načinjen od titanijevih legura. Krila i trup ovog zrakoplova prekriveni su oplatom u potpunosti izvedenom od lakih i čvrstih titanijevih legura.
Materijali na bazi titanija teško su obradljivi odvajanjem čestica, jer su vrlo žilavi, a javlja se i opasnost od zapaljenja strugotine. Zbog kristalne se građe ograničeno mogu hladno oblikovati, a bolje se mogu toplo oblikovati. Sve vrste legura su dobro zavarljive u zaštitnoj atmosferi ili u vakuumu. Proizvodni troškovi i naročito troškovi prerade danas su još uvijek vrlo visoki, što u velikoj mjeri određuje primjenu.

### Titanij kao pigment
Titanijevo bjelilo je po sastavu titanijev dioksid, TiO2. Koristi se kao miješani pigment s barijevim sulfatom, cinkovim oksidom i kalcijevim karbonatom, u kojem titanijevog oksida ima najmanje 20%. U uporabi je najčešće pod nazivom Kronos Standard T i sadrži 25% TiO2 i 75 % BaSO4. To je pigment vrlo intenzivne bjeline, ujednačenog oblika kristalnog zrna, što boji daje glatkoću i sjaj. Ima najveću snagu pokrivanja među bijelim pigmentima i veliku moć bojenja (nijansiranja). Otporan je na svjetlost, kiseline i lužine, kao i prema atmosferilijama. Koristi se u svim slikarskim tehnikama. U kontaktu s uljem ne ubrzava sušenje, kao olovno bjelilo, niti stvara krti, film kao cinkovo bjelilo. Proizvodi se u anatas i rutil obliku. Anatas je osjetljiv na svjetlost, pa se rabi za unutrašnje radove. Rutil je stabilniji i pokrivniji, pa je podesan za vanjske radove.

### Titanij kao nakit
Titanij se za nakit koristi otprilike od 1965. godine, u pravilu anodičkom ili termičkom oksidacijom obojen u najrazličitije boje.
Nakit za Piercing radi se od titanija gradacije 23 (Ti6AL4VELI), koja je u svijetu prihvaćena za uporabu u medicini (pejsmejkeri). U titanskom nakitu za piercing nema nikla, pa se preporuča osobama koje imaju jako izražene alergije na metale.

### Tvrdi metal
Tvrdi metal ili tvrda legura se upotrebljava za izradu visokokvalitetnih reznih alata, kod kojih mogu da se primijene velike brzine rezanja i dobije visok kvalitet površine koja se obrađuje. Zbog visokih temperatura koje se pri postupcima rezanja razvijaju (> 700 °C), zahtjev u svojstvima se prije svega odnosi na veliku tvrdoću, otpornost na trošenje i stabilnost osobina na povišenim temperaturama (puzanje). Rezni alati izrađeni od tvrdih metala imaju bolja svojstva od alata izrađenih od brzoreznih čelika, posebno bolja svojstva rezanja na povišenim temperaturama. Izrađuju se postupkom sinterovanja (metalurgija praha) kao na primjer tvrde legure na osnovi volframovog karbida, titanijevog karbida, titanijevog nitrida (kompozitni materijal) i postupkom lijevanja kao što su steliti, za brzine do 500 m/min i temperature do 1000 °C. Zbog načina dobivanja, ali i velike tvrdoće, tvrdi metali ne mogu da se oblikuju plastičnim deformiranjem, niti da se toplinski obrađuju.

#### Titanijev karbid
Titanijev karbid (TiC) je izuzetno tvrd (po Mohsovoj ljestvici tvrdoća iznosi od 9 do 9,5) keramički materijal, po svojstvima sličan volframovom karbidu. Uglavnom se koristi kod svrdla za bušenje. Izgled ima kao crni prah, s plošno centriranom kubičnom kristalnom rešetkom, slično kao natrijev klorid. Koristi se i za dobivanje meterijala kermet (keramika + metal), pločica iz tvrdog metala koje se koriste za rezne alate.

#### Titanijev nitrid
Titanijev nitrid (TiN) je izuzetno tvrdi keramički materijal, koji se često koristi kao tvrda zaštitna prevlaka na titanijevim legurama, čeliku, aluminijskim dijelovima, da štite površinu alata ili konstrukcijskih dijelova od trošenja. Ponekad se koristi i kao nakit, jer svojom bojom i izgledom podsjeća na zlato. Zbog svoje neotrovnosti koristi se i kao prevlaka na medicinskim umetcima, kao što su umjetni kukovi. U većini primjena debljina tankog sloja titanijevog nitrida je manja od 5 μm ili 0,005 mm.

## Vanjske poveznice
|  | Zajednički poslužitelj ima stranicu o temi Titanij    |
|  | Zajednički poslužitelj ima još gradiva o temi Titanij |
|  | Wječnik ima rječničku natuknicu titanij               |

| H  |    |    |    |    |    |    |    |    |    |    |    |    |    |    |    |    |    |    |    |    |    |    |    |    |    |    |    |    |    |    | He |
| Li | Be |    |    |    |    |    |    |    |    |    |    |    |    |    |    |    |    |    |    |    |    |    |    |    |    | B  | C  | N  | O  | F  | Ne |
| Na | Mg |    |    |    |    |    |    |    |    |    |    |    |    |    |    |    |    |    |    |    |    |    |    |    |    | Al | Si | P  | S  | Cl | Ar |
| K  | Ca | Sc |    |    |    |    |    |    |    |    |    |    |    |    |    |    | Ti | V  | Cr | Mn | Fe | Co | Ni | Cu | Zn | Ga | Ge | As | Se | Br | Kr |
| Rb | Sr | Y  |    |    |    |    |    |    |    |    |    |    |    |    |    |    | Zr | Nb | Mo | Tc | Ru | Rh | Pd | Ag | Cd | In | Sn | Sb | Te | I  | Xe |
| Cs | Ba | La | Ce | Pr | Nd | Pm | Sm | Eu | Gd | Tb | Dy | Ho | Er | Tm | Yb | Lu | Hf | Ta | W  | Re | Os | Ir | Pt | Au | Hg | Tl | Pb | Bi | Po | At | Rn |
| Fr | Ra | Ac | Th | Pa | U  | Np | Pu | Am | Cm | Bk | Cf | Es | Fm | Md | No | Lr | Rf | Db | Sg | Bh | Hs | Mt | Ds | Rg | Cn | Nh | Fl | Mc | Lv | Ts | Og |

| Alkalijski metali | Zemnoalkalijski metali | Lantanoidi | Aktinoidi | Prijelazni metali | Slabi metali | Polumetali | Nemetali | Halogeni elementi | Plemeniti plinovi |